# Tanzania ai Giochi della XX Olimpiade
La Tanzania partecipò ai Giochi della XX Olimpiade che si sono svolti a Monaco di Baviera dal 26 agosto all'11 settembre 1972, con una delegazione di quindici atleti impegnati in due discipline: atletica leggera e pugilato. Portabandiera fu il quattrocentista Claver Kamanya, alla sua seconda Olimpiade. Fu la terza partecipazione di questo paese ai Giochi estivi. Non fu conquistata nessuna medaglia.